# Villar del Yermo
Villar del Yermo es una localidad del municipio de Bercianos del Páramo, en la provincia de León, Comunidad Autónoma de Castilla y León (España).

## Geografía

### Situación
Se encuentra próxima a la localidad de Santa María del Páramo al O; Bercianos del Páramo al N; Villamañán al SE y Zuares del Páramo al S.
Dispone de una asociación cultural llamada Maristela.

### Orografía
Villar del Yermo se ubica en la zona central de la planicie del Páramo Leonés. Esta extensa plataforma —geológicamente un extenso interfluvio entre los valles de los ríos Órbigo y Esla— presenta un relieve prácticamente llano, de pendientes suaves.[19] La altitud media del municipio está en los 809 m s. n. m., entre los 818 m s. n. m. de la zona más alta situada en la parte norte y los 799 m s. n. m. de la zona más baja, en el extremo sur del término municipal.[20]
A nivel general, el municipio se sitúa en la zona noroccidental de la cuenca del Duero, depresión de origen terciario colmatada por materiales continentales que posteriormente fueron erosionados y recubiertos por sedimentos cuaternarios.[21] A este último periodo pertenecen la mayoría de materiales que nos encontramos, principalmente áridos naturales: limos arcillosos —utilizados tradicionalmente para la elaboración de cerámica—, y arenas y gravas usadas para la construcción y las obras públicas.[19]

### Clima
El clima en el municipio se clasifica como mediterráneo continentalizado, de inviernos fríos con frecuentes heladas entre octubre y mayo y veranos cálidos y secos. La oscilación térmica anual ronda los 15 °C mientras que la diaria supera en ocasiones los 20 °C. Las precipitaciones se reparten de forma irregular a lo largo del año, con escasez de las mismas en verano, concentrándose al final del otoño, en los meses invernales y al principio de la primavera. Esta llega con retraso pero con gran dinamismo meteorológico; las temperaturas ascienden a finales de junio y se prologan así hasta mediados de agosto, cuando se registran de nuevo fuertes descensos térmicos.
Según la clasificación climática de Köppen, Villar del Yermo se encuadra en la variante Csb, es decir clima mediterráneo de veranos suaves, con la media del mes más cálido no superior a 22 °C pero superándose los 10 °C durante cinco o más meses. Se trata de un clima de transición entre el mediterráneo (Csa) y el oceánico (Cfb). Gracias a los datos de la estación meteorológica situada en Santa María del Páramo, a 5 kilómetros de distancia, los parámetros climáticos promedio aproximados del municipio son los siguientes:
| Parámetros climáticos promedio de Santa María del Páramo                                                                                  | Parámetros climáticos promedio de Santa María del Páramo | Parámetros climáticos promedio de Santa María del Páramo | Parámetros climáticos promedio de Santa María del Páramo | Parámetros climáticos promedio de Santa María del Páramo | Parámetros climáticos promedio de Santa María del Páramo | Parámetros climáticos promedio de Santa María del Páramo | Parámetros climáticos promedio de Santa María del Páramo | Parámetros climáticos promedio de Santa María del Páramo | Parámetros climáticos promedio de Santa María del Páramo | Parámetros climáticos promedio de Santa María del Páramo | Parámetros climáticos promedio de Santa María del Páramo | Parámetros climáticos promedio de Santa María del Páramo | Parámetros climáticos promedio de Santa María del Páramo |
| Mes | Ene.                                                     | Feb.                                                     | Mar.                                                     | Abr.                                                     | May.                                                     | Jun.                                                     | Jul.                                                     | Ago.                                                     | Sep.                                                     | Oct.                                                     | Nov.                                                     | Dic.                                                     | Anual                                                    |
| --- | -------------------------------------------------------- | -------------------------------------------------------- | -------------------------------------------------------- | -------------------------------------------------------- | -------------------------------------------------------- | -------------------------------------------------------- | -------------------------------------------------------- | -------------------------------------------------------- | -------------------------------------------------------- | -------------------------------------------------------- | -------------------------------------------------------- | -------------------------------------------------------- | -------------------------------------------------------- |
| Temp. media (°C) | 2.1                                                      | 3.5                                                      | 6.3                                                      | 8.8                                                      | 13.1                                                     | 17.3                                                     | 20.1                                                     | 19.3                                                     | 15.8                                                     | 10.9                                                     | 5.8                                                      | 2.9                                                      | 10.5                                                     |
| Precipitación total (mm) | 50                                                       | 39.4                                                     | 25.5                                                     | 38.3                                                     | 50                                                       | 34.3                                                     | 21.2                                                     | 11.8                                                     | 29.2                                                     | 46.1                                                     | 44.1                                                     | 42.1                                                     | 432                                                      |
| Fuente: Ministerio de Agricultura y Pesca, Alimentación y Medio Ambiente. Datos de precipitación (1961-1997) y de temperatura (1961-1997) |                                                          |                                                          |                                                          |                                                          |                                                          |                                                          |                                                          |                                                          |                                                          |                                                          |                                                          |                                                          |                                                          |

## Naturaleza

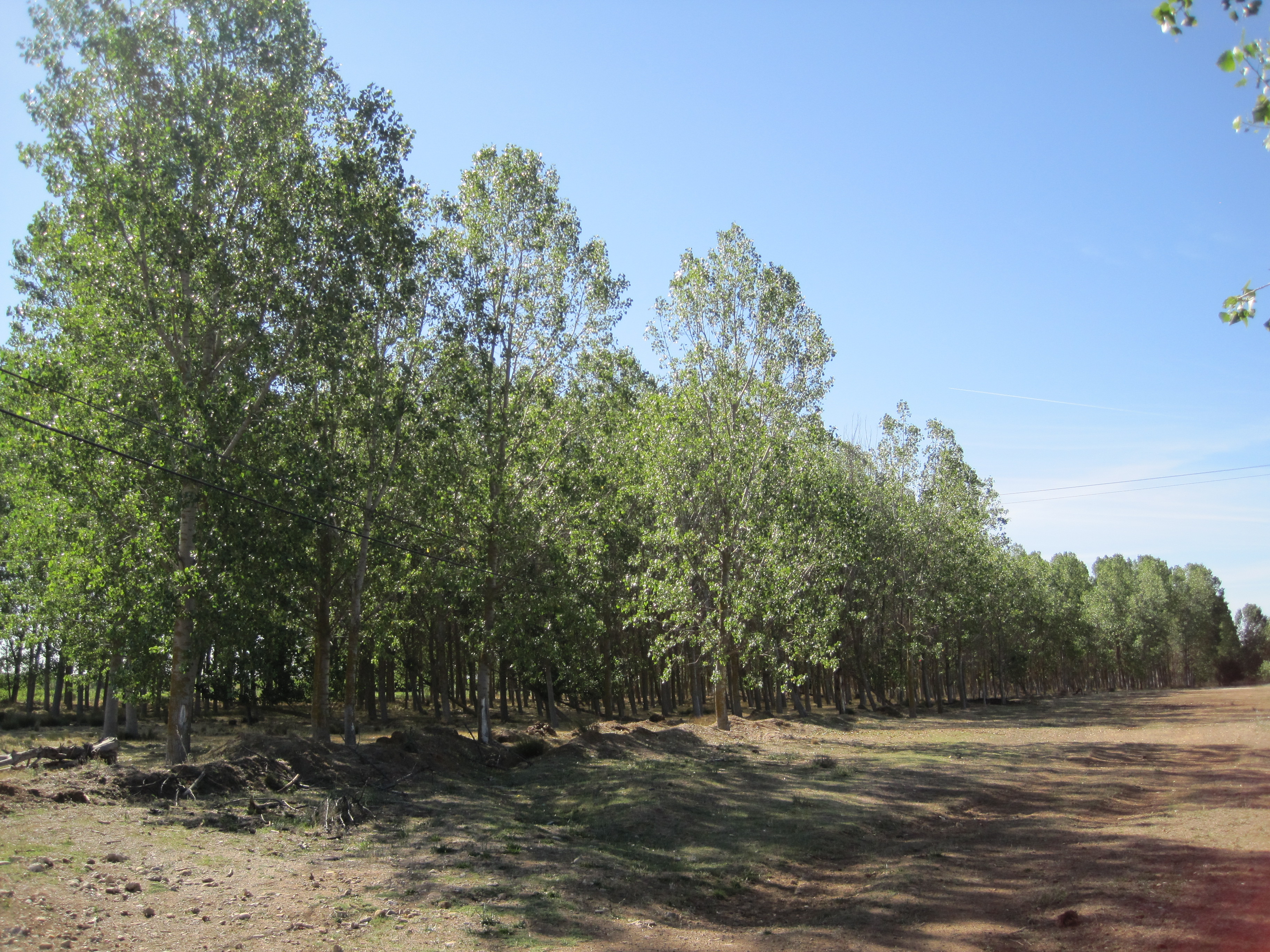
Las plantaciones de chopos son numerosas en zonas con grandes cantidades de agua

### Flora
En Villar del Yermo se encuentra en el piso bioclimático supramediterráneo, por lo que su vegetación clímax son las especies marcescentes y las coníferas. Sin embargo, dicha vegetación, que debió cubrir toda la comarca, ha desaparecido de muchas zonas sustituida por los cultivos. En las zonas cercanas a los cursos fluviales aparecen bosques de ribera, con álamos, sauces o alisos, además de las plantaciones de chopos. A ellos se suman brezales y tomillares en los bordes de las vegas, pastizales y prados naturales.

### Fauna
El municipio cuenta con una fauna rica y variada debido a su situación de transición entre el mundo mediterráneo y el eurosiberiano. Así, en cuanto a los íctidos, las aguas de Bercianos del Páramo sustentan tres especies: el barbo común, la boga del Duero y la bermejuela, a los que acompañan mamíferos como la nutria. Entre las distintas especies de anfibios y reptiles están presentes el sapo común, el tritón jaspeado, la ranita de San Antón, el lagarto ocelado o la culebra viperina y culebra bastarda. En las zonas llanas del municipio se encuentran aves como el cernícalo, la avutarda o el gavilán común y pequeños mamíferos como el conejo o la liebre ibérica. En el entorno de los núcleos de población son comunes la cigüeña blanca, la golondrina, el vencejo común, la paloma torcaz, distintas especies de páridos, la graja o rapaces como el milano real. Por último, en las zonas de pastizales o de monte están presentes aves como la perdiz roja y mamíferos como el corzo, la comadreja, el zorro, el jabalí y, ocasionalmente, el lobo.

## Historia
En el Archivo Histórico Provincial de León, se conservan las contestaciones generales del Catastro de Ensenada (mediados sXVII) por lo que se refiere al lugar de Villar del Yermo por ellas sabemos que pertenecían al Estado o Marquesado de Astorga, que el territorio cultivado lo era de viñas, trigo y centeno, así como de producción de forraje escogido para las caballerías; que se criaban ganados vacuno, lanar, mular, asnal y porcino, que contaba con 42 vecinos más 8 residentes; que pagaban un foro a Bercianos y a Villibañe por abrevar los ganados en sus términos, que los vecinos y residentes se dividían en cuanto a profesión u ocupación en 2 tejedores de lienzos y estameñas, 15 tratantes en ganado asnal, 1 sastre, 1 herrero, 50 labradores, 1 miliciano, 2 pastores, 5 jornaleros y 3 pobres de solemnidad, además del párroco y 1 beneficiado, compaginando naturalmente algunos de ellos dos o más profesiones. Existían en el lugar 57 casas habitadas y dos bodegas y había 21 cosecheros de vino y 2 molinos de linaza.
En el archivo de la Cátedral de leon hay un archivo de 1.366, por el que Enrique II mandaba a los Alcaldes de León, devolver al Cabildo diferentes lugares del Páramo entre los que contaban Villar del Yermo y Royuelos que fue despoblado poseído a medias por Zuares y por el ya dicho Villar; otro de 1.308 por el que el Obispo D. Gonzalo encomendaba a Alfonso, hijo del Infante D. Juan los vasallos de Villar del Yermo y de Abelgas y otro de 1.347 por el que D. Enrique, Conde de Cistierna e hijo del Rey Don Alonso escribía a Don Nuño Núñez para que no permitiese se inquietase al Obispo y al Cabildo de León en la posesión de Villar del Yermo y otros lugares.
Villar del Yermo perteneció a la jurisdicción de Laguna Dalga del señorío de los marqueses de Astorga y Vizcondes de Altamira.
Se asegura que el primer asentamiento de población de Laguna Dalga se llevó a cabo de forma oficial en el año 1153, con una donación del rey Alfonso VII al Conde Ponce Minerva. Más tarde , en el año 1365 es privilegio de Pedro I , que la cede a la ciudad de León, a cuyo alfoz perteneció.
Fue capital de la antigua jurisdicción de su nombre que comprendía los siguientes núcleos de población : Aldea, Antoñanes, Barrio de Urdiales, Bustillo, Santa Cristina, La Mata, La Milla, Matalobos, Soguillo, Valdefuentes , Villar del Yermo, Zambroncinos y Zotes 
Laguna Dalga Pertenecía al señorío jurisdiccional del marques de Astorga, quien nombraba al corregidor en un principio, nombrando posteriormente un teniente de Alcalde Mayor, hijo de la villa, que ejercía jurisdicción ordinaria por tres años. Igualmente nombraba escribano de número y Ayuntamiento. El resto de los concejales los nombraba el pueblo, excepto Villar del Yermo que nombraba Merino. El Alcalde mayor de Villamañán era el que pasaba visita cada seis años, durante la cual ejercía sus funciones jurisdiccionales, cesando al teniente.

## Demografía
| 2000 | 2001 | 2002 | 2003 | 2004 | 2005 | 2006 | 2007 | 2008 | 2009 | 2010 | 2011 | 2012 |
| 197  | 192  | 184  | 180  | 171  | 178  | 170  | 164  | 162  | 161  | 157  | 150  | 150  |